# The Market of Souls
The Market of Souls er en amerikansk stumfilm fra 1919 af Joe De Grasse.

## Medvirkende
- Dorothy Dalton som Helen Armes
- Holmes Herbert som Temple Bane
- Philo McCullough som Lyle Bane
- Dorcas Matthews som Evelyn Howell
- Donald MacDonald som Herbert Howell